# Octopus hawaiiensis
Octopus hawaiiensis is een inktvissensoort uit de familie van de Octopodidae. De wetenschappelijke naam van de soort werd voor het eerst geldig gepubliceerd in 1852 door Eydoux en Souleyet.